# Sulovice
Sulovice (německy Sulowitz) jsou vesnice, část obce Svatý Mikuláš v okrese Kutná Hora. Nachází se čtyři kilometry východně od Svatého Mikuláše. Sulovice je také název katastrálního území o rozloze 2,48 km².

## Historie
První písemná zmínka o vesnici pochází z roku 1421.

## Další fotografie

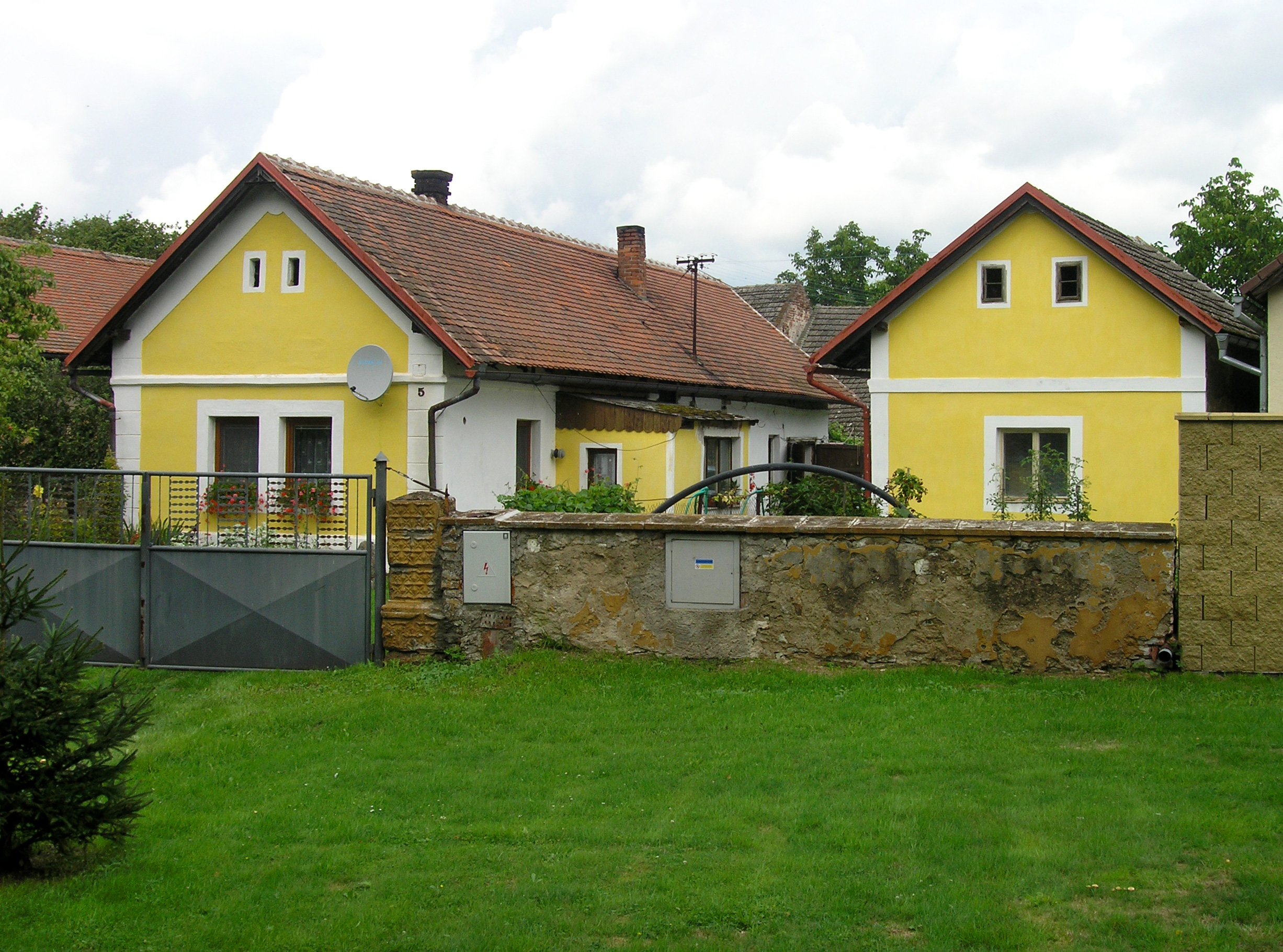
Domky na návsi
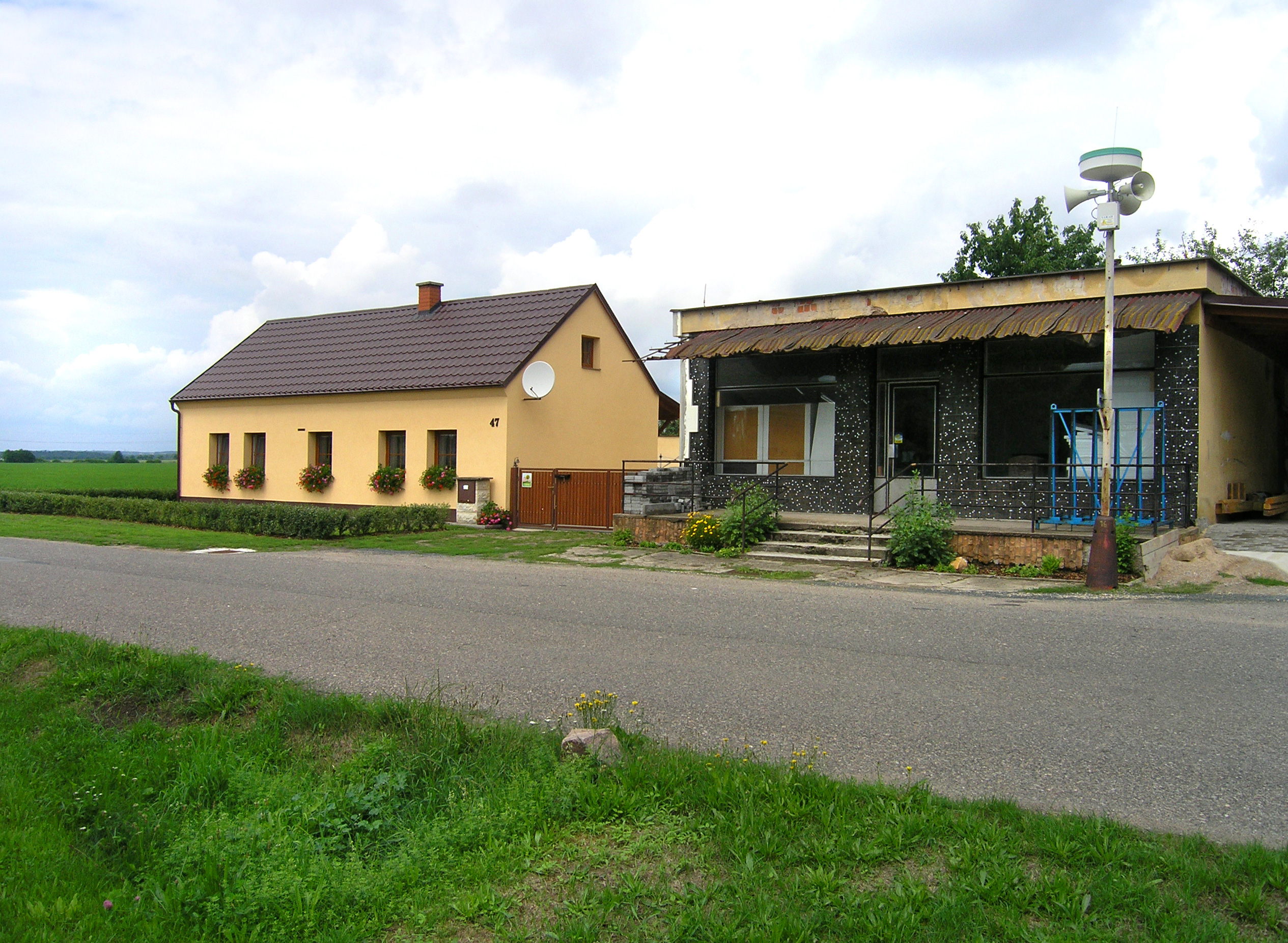
Bývalá prodejna na západě vesnice